# Itiruçu
Itiruçu is een gemeente in de Braziliaanse deelstaat Bahia. De gemeente telt 16.827 inwoners (schatting 2009).